# Boubon (Niger)
Boubon est une ville nigérienne, située au bord du fleuve Niger, dans l'extrême ouest du pays. Elle se trouve à quelque 28 kilomètres au nord-ouest de Niamey, la capitale, dans le département de Tillaberi.

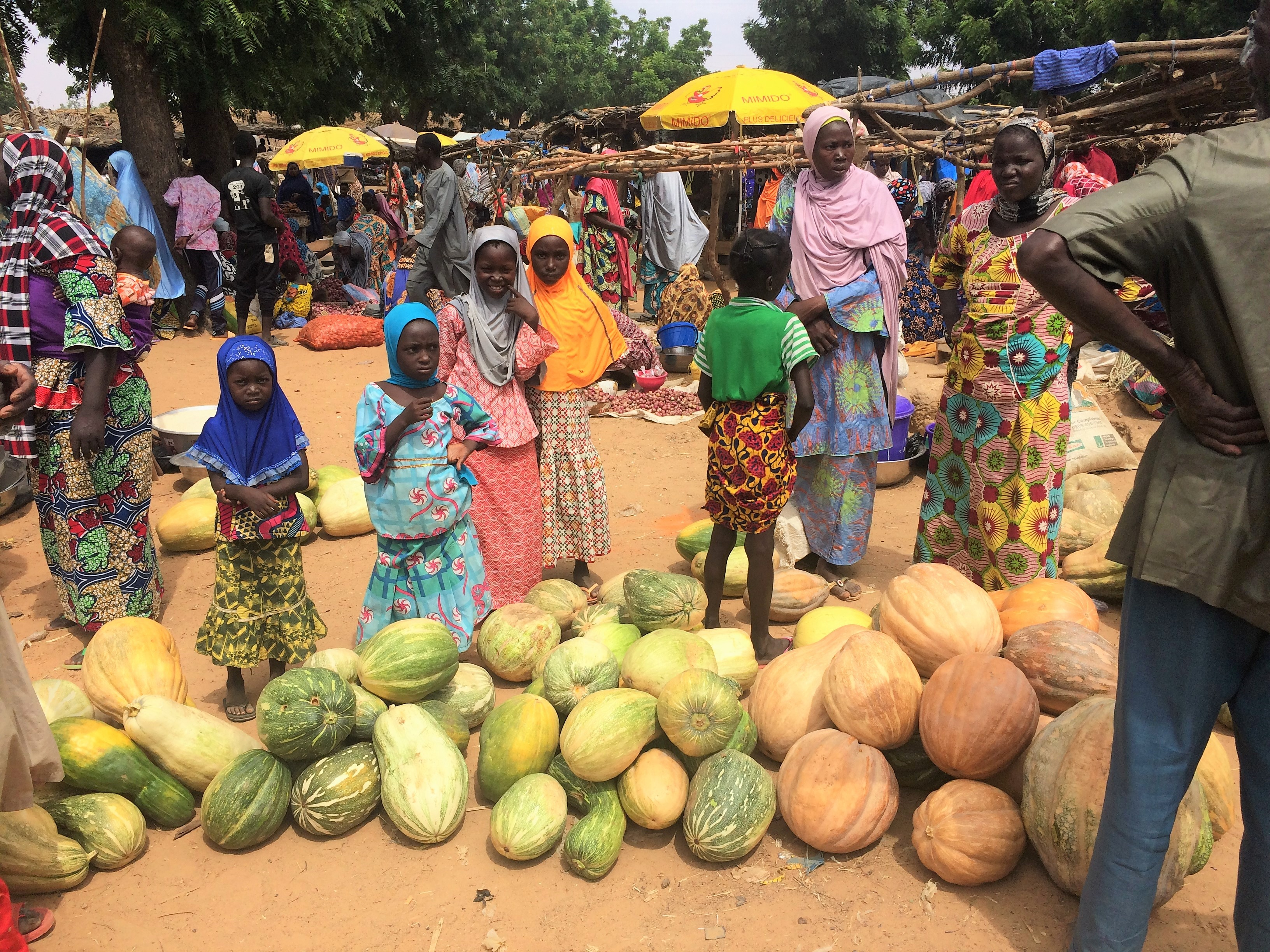
Filles et courges au marché hebdomadaire les mercredis

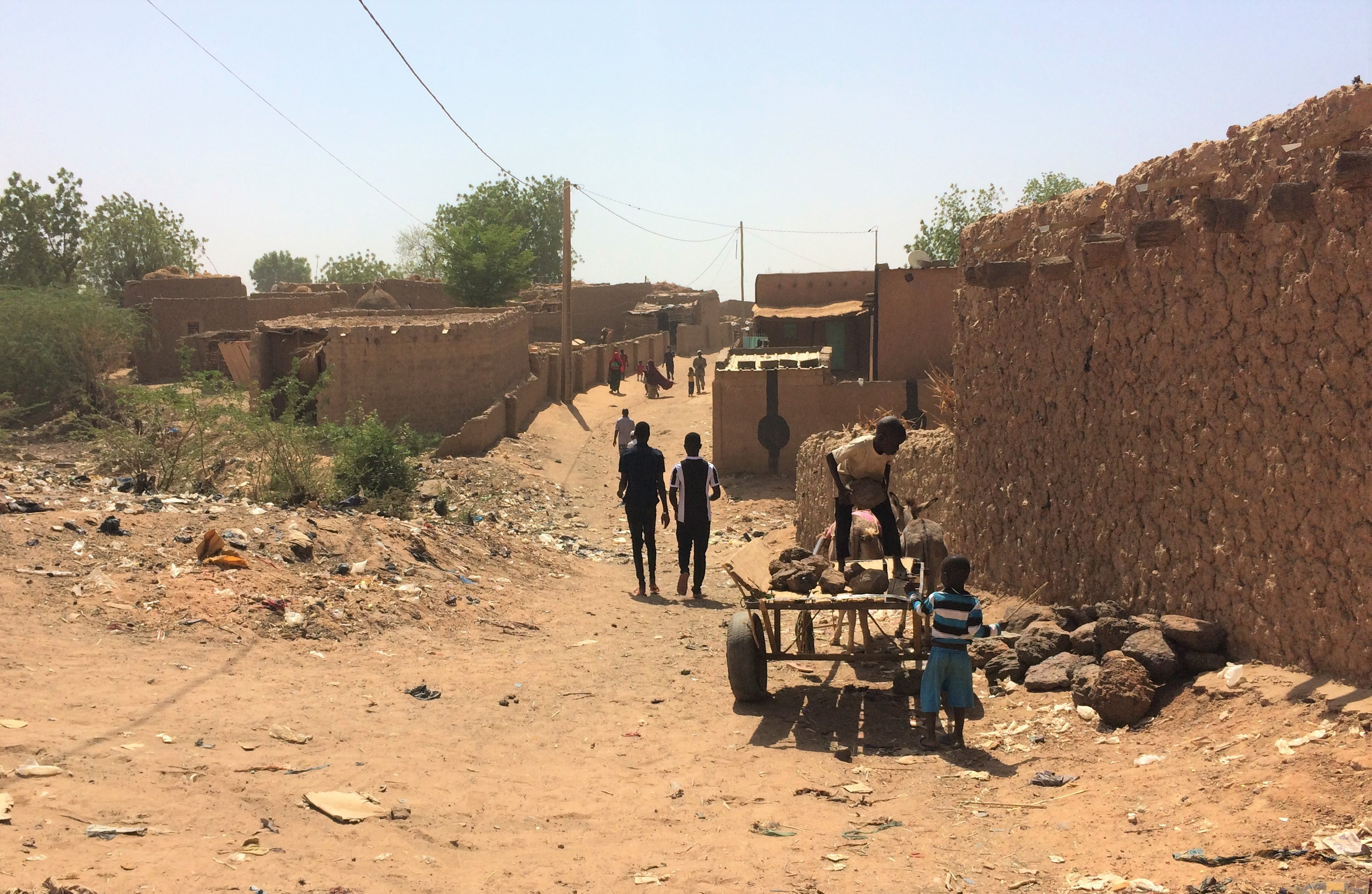
Les ruelles du village